# 성 게오르기우스 십자

잉글랜드의 국기에 그려진 성 게오르기우스의 십자

성 게오르기우스 십자(영어: St George's Cross)는 하얀색 바탕에 그려진 붉은색 십자를 뜻한다. 성 게오르기우스의 전설에서 유래된 십자 문양으로 붉은색은 성 게오르기우스의 피를 의미한다.
제노바 공화국의 기에 처음으로 등장했으며 나중에 중세 시대 십자군의 기, 잉글랜드의 국기에 사용되었다. 성 게오르기우스의 전설은 중세 시대부터 유럽 전역에 널리 전파되었으며 유럽 각지에서는 이를 바탕으로 한 기와 문장이 널리 사용되고 있다.

## 사진

조지아의 국기
밀라노의 시 문장
북아일랜드의 국기
올더니섬의 기
사크섬의 기
제노바의 시기
프라이부르크임브라이스가우의 시 문장
영국 왕립해군의 군함기
바르셀로나의 시기